# Beaumont-Pied-de-Bœuf (Sarthe)
Beaumont-Pied-de-Boeuf – miejscowość i gmina we Francji, w regionie Kraj Loary, w departamencie Sarthe.
Według danych na rok 1990 gminę zamieszkiwało 429 osób, a gęstość zaludnienia wynosiła 17 osób/km² (wśród 1504 gmin Kraju Loary Beaumont-Pied-de-Boeuf plasuje się na 886. miejscu pod względem liczby ludności, natomiast pod względem powierzchni na miejscu 395.).